# The Moxy Show
The Moxy Show, anche noto come The Moxy Pirate Show, è una serie televisiva animata statunitense del 1993, sviluppata da Brad Degraf e prodotta da Turner Production, Colossal Pictures e Hanna Barbera Cartoons. 
Descritta da Cartoon Network come la prima serie "live animation", è incentrata sulle vicende del cane Moxy e della pulce Flea. Sebbene sia considerata la prima serie originale di Cartoon Network, a causa dello stile di produzione, la serie animata Space Ghost Coast to Coast è la prima ad essere completamente prodotta dalla rete.
La serie è stata trasmessa per la prima volta negli Stati Uniti su Cartoon Network dal 5 dicembre 1993 al 9 novembre 1995, per un totale di 24 episodi.
In seguito la rete ha prodotto un seguito di The Moxy Show intitolato The Moxy & Flea Show, composto dal solo episodio pilota Abducted trasmesso il 25 dicembre 1995, in seguito alla cancellazione della serie per i bassi ascolti e la sua impopolarità.

## Genere e struttura
Durante la sua trasmissione iniziale, all'interno della maratona The Great International Toon-In, The Moxy Pirate Show è stato presentato come un programma settimanale dalla durata di un'ora, con i segmenti in CGI ospitati dal protagonista Moxy intervallati dai cartoni animati di Looney Tunes e Hanna-Barbera. Nel 1994 la serie è stata rielaborata come The Moxy Show, introducendo la pulce Flea. Nel dicembre 1995 è stato trasmesso un altro format intitolato The Moxy & Flea Show, composto dal solo episodio pilota in seguito alla cancellazione della serie per le scarse valutazioni.
In una clip dietro le quinte durante la produzione della serie, il regista George Evelyn ha affermato che la serie ha attraversato un "processo di prova per errore" di circa 100 personaggi prima di stabilirsi sul design finale di Moxy. Per interpretare Moxy nella serie, Bobcat Goldthwait presta la voce al personaggio, un tecnico informatico controlla le sue espressioni facciali e un burattinaio, che indossa speciali sensori sulla testa, sul busto e sulle gambe, fa muovere la figura digitalizzata sullo schermo.

## Trama
La serie presenta, attraverso una cultura retro pop, una raccolta di serie animate della Hanna-Barbera, commentate dal cane Moxy e la sua migliore amica Flea la pulce. Questi commenti solitamente si basano su battute e scene stravaganti come la cotta di Moxy per Josie di Josie e le Pussycats.

## Episodi
| Stagione       | Episodi | Prima TV USA |
| -------------- | ------- | ------------ |
| Prima stagione | 24      | 1993-1995    |

## Personaggi e doppiatori

Da sinistra: Flea e Moxy, i protagonisti del programma

- Da sinistra: Flea e Moxy, i protagonisti del programmaMoxy Andrew Matt "Moto", doppiato da Bobcat Goldthwait.

Un cane arancione che ama passare il suo tempo a fare scherzi e divertirsi con il suo compagno Flea. Guida una decappottabile e ha una cotta per Melody di Josie e le Pussycats. Anche se non è mai diventato famoso nell'industria dei cartoni animati, facendo audizioni per un certo numero di ruoli sulla rete senza essere richiamato, gli è stata data l'opportunità di lavorare come bidello alla Cartoon Network.
- Flealonius A. Flea, doppiato da Penn Jillette e Chris Rock.

Una pulce amica di Moxy, più seria rispetto a quest'ultimo. Adora passare il tempo a guardare la televisione con Moxy.

## Produzione
Dopo l'inaugurazione di Cartoon Network nel 1992, il presidente Betty Cohen e la Colossal Pictures hanno iniziato a lavora sull'identità del canale. La casa di produzione ha proposto loro l'idea di un personaggio presentatore controllato con dei sensori. I dirigenti televisivi hanno pensato di aggiungere dei segmenti umoristici tra i vari cartoni della Hanna-Barbera proposti dalla rete, optando per un cane in 3D di nome Moxy, doppiato da Bobcat Goldthwait. Moxy è stato presentato dapprima durante dei segmenti di pubblicità in live action all'interno della maratona Great International Toon-In, simultaneamente su TNT, TBS e Cartoon Network il 26 novembre 1993. Il 5 dicembre 1993, Cartoon Network ha iniziato a mandare in onda The Moxy Pirate Show, trasmettendo un'ora a settimana e includendo, oltre alle scenette umoristiche, le recensioni di Moxy, commenti e curiosità sulle serie presentate.
Nel 1994 la serie è stata rielaborata e intitolata The Moxy Show, riducendo la durata degli episodi fino a mezz'ora di trasmissione e introducendo Flea, la spalla di Moxy. Nel 1995, la serie è stata nuovamente reintitolata come The Moxy & Flea Show, trasmettendo l'unico episodio prodotto intitolato Abducted e apportando diverse modifiche riguardanti il design di Moxy e Flea e la nuova sequenza di apertura composta da Ben Friedman. L'episodio pilota, come rivelato da Frank Gresham che ha lavorato per la serie, non è stato testato sufficientemente bene da consentire la produzione di più episodi, portando alla rimozione completa delle repliche a partire dal 25 maggio 1996.
Con la nascita di Boomerang nel 2000, in seguito allo spostamento della programmazione Hanna-Barbera sul canale per dedicarsi ai prodotti originali, The Moxy Show non è stato mai più replicato.
Il 1º ottobre 1992, in occasione del decimo anniversario di Cartoon Network, la serie è apparsa brevemente in un promo di 60 secondi sulla storia del canale.
Durante un'intervista con IGN, Andy Merrill, che ha lavorato per la serie, ha affermato che The Moxy Show era apparentemente impopolare e non ha avuto successo con il pubblico.

## Distribuzione

### Trasmissione internazionale
- 5 dicembre 1993 negli Stati Uniti d'America su Cartoon Network;
- 1994 in America Latina su Cartoon Network;
- 1994 in Spagna su Cartoon Network;
- 1997 in Australia su Cartoon Network.